# Pery Ribeiro
Pery Ribeiro, nome d’arte di Peri de Oliveira Martins (Rio de Janeiro, 27 ottobre 1937 – Rio de Janeiro, 24 febbraio 2012), è stato un cantante, compositore e attore brasiliano.
Fu anche conduttore televisivo e doppiatore.

## Biografia
Nato dal compositore Herivelto Martins e dalla cantante Dalva de Oliveira, rivelò il proprio talento precocemente. Già a tre anni era davanti a un microfono a doppiare i film di Walt Disney, a quattro sul palco del Teatro Municipal della sua città natale, e a dieci sul set del film Berlim na batucada, diretto da Luís de Barros. Il nome d'arte risale al 1959 quando, lavorando nel ruolo di cameraman per una TV locale, fu invitato presso la Rádio Nacional a una trasmissione diretta da César de Alencar, che gli suggerì di ribattezzarsi come Pery Ribeiro.
La sua prima composizione, Não devo insistir, è del 1960. L'anno seguente fu la volta di alcune registrazioni: Manhã de Carnaval e Samba de Orfeu, entrambe di Luiz Bonfá e Antônio Maria, Barquinho di Roberto Menescal e Ronaldo Bôscoli, e Lamento da lavadeira. È del 1962 Pery Ribeiro e seu mundo de canções românticas, il suo primo LP realizzato in collaborazione con Bonfá, e dell'anno successivo il secondo album di grande trionfo, Pery é todo bossa, che reca fra le altre tracce la prima registrazione dello storico successo mondiale Garota de Ipanema; il 1964 fu l'anno dell'incisione di Pery muito mais bossa. Negli LP dei primi anni sessanta Ribeiro riprese motivi di grandi compositori brasiliani di bossa nova, fra i quali João Violão, Haroldo Barbosa, Gianfrancesco Guarnieri, Maria Helena Toledo, Baden Powell, Eumir Deodato, Carlos Lyra, Tom Jobim e Vinícius de Moraes, oltre ai già citati Menescal e Bôscoli.
Nel 1965, Pery Ribeiro si unì a Leny Andrade e al trio Bossa Três e formò il quintetto Gemini V, gruppo di successo che si esibì dapprima a Rio e che due anni dopo trascorse in Messico un periodo di sei mesi. Fra i due eventi, Ribeiro fu negli Stati Uniti, dove si congiunse a Sérgio Mendes e al suo Bossa Rio con cui fece diversi spettacoli in terra nordamericana. Ritornato in Brasile nel 1971, incise Pery Ribeiro, e un anno dopo Gemini cinco anos depois a fianco di Leny Andrade, poi Abre alas (1974), Herança (1975), Bronzes e cristais (1976) e Alvorada (1979). Il successivo decennio vide la pubblicazione di quattro suoi album: Sings bossa nova hits e Os grandes sucessos da bossa nova del 1980, Brasileríssimas del 1981, e Pra tanto viver del 1986.
Anche nel decennio successivo Ribeiro fu principalmente impegnato nelle registrazioni. Pery risale al 1991, dell’anno seguente è Songs of Brazil, nel 1995 fu lanciato Fica comigo esta noite - Pery Ribeiro interpreta Adelino Moreira, poi A vida é só pra cantar, che venne pubblicato nel 1997, e due anni dopo fu la volta di Tributo a Taiguara. Anche in questi dischi l’artista alternò brani di propria composizione a canzoni create da altri compositori, fra i quali Ary Barroso, Tom Jobim, Vinicius de Moraes, Adelino Moreira, Nelson Gonçalves, Cazuza, Caetano Veloso.
Nel 2004 partecipò allo spettacolo Bossa Nova in Concert, sul palco insieme a Johnny Alf, João Donato, Carlos Lyra, Roberto Menescal, Wanda Sá, Leny Andrade, Durval Ferreira, Eliane Elias, Marcos Valle, Os Cariocas e i Bossacucanova. Due anni più tardi pubblicò Minhas duas estrellas - Uma vida com meu pais, libro scritto a quattro mani assieme alla moglie Ana Duarte, e uscì sul mercato Cores da minha bossa, con composizioni di Tom Jobim, Ivan Lins, Edu Lobo, Gilberto Gil e Billy Blanco, in cui Ribeiro era supportato da un complesso formato da tre fiati e dalla chitarra di Roberto Menescal. Altre produzioni discografiche si sono susseguite negli anni, fino a Pery Ribeiro abraça Simonal - Dueto com amigos che uscì postumo nel 2013. Il disco, iniziato nel 2010, conta sulla partecipazione di vari cantanti e strumentisti, fra i quali Zélia Duncan, Agnaldo Timóteo, Ângela Maria, Alcione, Wanderléa, Altay Veloso, Caetano Veloso, Chico César, Elza Soares, Leci Brandão, Geraldo Azevedo e Neguinho da Beija-Flor che ripercorrono motivi di grandi compositori connazionali.
Pery Ribeiro è morto di infarto nel 2012 a settantaquattro anni.

## Discografia
- 1962 - Pery Ribeiro e seu mundo de canções românticas
- 1963 - Pery é todo bossa
- 1964 - Pery muito mais bossa
- 1965 - Gemini V-Show na boate Porão 73-Leny Andrade, Pery Ribeiro e Bossa Três
- 1966 - Encontro-Pery Ribeiro + Bossa 3
- 1967 - Gemini V no México
- 1971 - Pery Ribeiro
- 1972 - Gemini cinco anos depois-Pery Ribeiro & Leny Andrade
- 1972 - Pery Ribeiro
- 1974 - Abre alas
- 1975 - Herança
- 1976 - Bronzes e cristais
- 1979 - Alvorada
- 1980 - Os grandes sucessos da bossa nova
- 1980 - Sings bossa nova hits
- 1981 - Brasileiríssimas
- 1986 - Pra tanto viver - Pery Ribeiro e Luiz Eça
- 1991 - Pery
- 1992 - Brasil bossa nova - Pery Ribeiro, Wanda Sá e Osmar Milito - Série Academia Brasileira de Música, vol. 3
- 1992 - Songs of Brazil
- 1995 - Fica comigo esta noite - Pery Ribeiro interpreta Adelino Moreira
- 1997 - A vida é só pra cantar
- 1999 - Tributo a Taiguara
- 2006 - Pery Ribeiro ao vivo
- 2006 - Cores da minha bossa
- 2007 - S' Wonderful Movie'n'Bossa
- 2011 - 100 Anos de Música Popular Brasileira (artisti vari)
- 2013 - Pery Ribeiro abraça Simonal - Dueto com amigos[6]